# Huiracocha
|  | No s'ha de confondre amb Viracocha. |

Huiracocha   (valor desconegut, segle XV - valor desconegut, 1448) rei i déu en quítxua, fill de Yahuar Huacac, fou el vuitè inca del regne del Cusco, segons la tradició. Va prendre el nom de Huiracocha Inca car va assegurar hi haver tingut un somni diví en el qual s'hi va aparèixer el déu Viracocha. Durant el seu govern va conquistar alguns territoris, i va fer distintes obres a Cuzco. En produir-se la invasió chanca, un dels seus set fills, Pachacútec, aprofità la seva fugida per a usurpar-li el poder.
Un cronista, Sarmiento de Gamboa, afirma que Huiracocha va ser el primer inca a governar els territoris conquerits, mentre que els seus predecessors només hi feien incursions per a saquejar.